# Каяшкан (село)
Каяшкан (рос. Каяшкан) — село Турочацького району, Республіка Алтай Росії. Входить до складу Турочацького сільського поселення.
Населення — 149 осіб (2015 рік).